# Alfonso Leonetti
Alfonso Leonetti (Andria, 13 settembre 1895 – Roma, 26 dicembre 1984) è stato un politico italiano di idee comuniste, esponente di spicco del Partito Comunista d'Italia di cui fu tra i fondatori e giornalista (fu il primo direttore unico de l'Unità). Pubblicò per Feltrinelli, nel 1977, l'importante libro di memorie Un Comunista, 1895/1930.

## Biografia
Fu impegnato sin dagli anni della giovinezza nel movimento dei socialisti pugliesi come attivista politico e successivamente, nel periodo 1918-1920 fu giornalista dell'Avanti! e de L'Ordine Nuovo. Legatosi al gruppo torinese dei transfughi del Partito Socialista Italiano, entrò a far parte della nuova formazione politica del Partito Comunista d'Italia, divenendo nel 1924 il primo direttore unico de L'Unità; dal partito fu espulso assieme a Pietro Tresso e a Paolo Ravazzoli (i cosiddetti "tre") nel 1930, per aver sposato la linea trotskista in contrapposizione a quella staliniana, cui rimase allineato il segretario Palmiro Togliatti. Nel maggio 1930, i "tre" fondarono la Nuova Opposizione Italiana ovvero la prima organizzazione trockista italiana e intensificarono la critica contro la linea promossa dalla segreteria del PCd'I; di conseguenza, ne furono espulsi nel giugno 1930.
Trasferitosi in Francia già nel 1928, a partire dal 1930 divenne uno dei massimi dirigenti del movimento trockista internazionale, noto dapprima come Opposizione di Sinistra Internazionale (bolscevichi-leninisti), quindi come Lega Comunista Internazionalista (bolscevichi-leninisti), Movimento per la Quarta Internazionale e infine (dal 1938) Partito Mondiale della Rivoluzione Socialista - Quarta Internazionale. Si allontanò dal movimento trockista tra il 1935 e il 1937 a seguito di una serie di dissensi intercorsi rispetto alla linea ufficiale del movimento. Da allora si riavvicinò lentamente al comunismo "ortodosso", aderendo al Partito Comunista Italiano nel 1962. Dal 1970 fino alla scomparsa (1984) si impegnò per la riabilitazione politica dei comunisti vittime dello stalinismo. Il suo interesse tuttavia non pare essersi manifestato per quei casi di sopravvissuti tornati in Italia e rimasti nei ranghi del PCI, come Elodia Manservigi (tornata nel 1956 e scomparsa del 1968) e Tina Parodi (tornata a Torino nel 1958 e scomparsa nel 1965).
Fu il definitivo ritorno in Italia di Dante Corneli, propiziato dal comune amico Umberto Terracini, a stimolare il suo interesse. Il suo primo biglietto a Corneli è del maggio 1970 ed è successivo ad un colloquio, per cui si può dire che il contatto si stabilisce fin dai primi passi in Italia del redivivo tiburtino. Fra i due tuttavia non vi è molta sintonia. Leonetti è certamente più preparato sul piano culturale, ma appare troppo preoccupato di inserire nei binari del "politicamente corretto" le memorie dell'ex deportato, che per parte sua, pur adottando, in una fase iniziale, alcune "cautele", vuole piena libertà di espressione. Nel febbraio 1976 avverrà un incontro, di cui è rimasta la traccia scritta da Corneli, in cui si esprime il divario tra la prospettiva di un comunismo rigenerato di Leonetti ed il bilancio radicalmente critico di Corneli. Sono di questo periodo (1975-1976) i profili biografici di cinque vittime (Giuseppe Rimola, Edmondo Peluso, Francesco Ghezzi, Bruno Rossi, Vincenzo Baccalà) pubblicati su Il Ponte da Alfonso Leonetti. Un semplice confronto tra le versioni che della stessa vicenda danno i due, permettono di capire la profonda diversità di visione che alla lunga li rendeva incompatibili.
La crisi del 1977 nei rapporti tra Terracini e Corneli coinvolge a pieno titolo anche Leonetti. Mentre il mondo sovietico è scosso dai fermenti successivi alla "primavera di Praga", che vedono in posizione critica anche i comunisti italiani, in Francia nel gennaio 1979 l'editore Maspero pubblica le lettere dal confino sovietico di Emilio Guarnaschelli al fratello Mario a Torino; anima dell'iniziativa è la vedova Nella Masutti. Anche questa volta tramite un comune amico, Jean Maitron, Leonetti riesce presto ad entrare in contatto con Nella Masutti.
Tra i due si svilupperà, tra il 1979 e il 1984, un fitto scambio epistolare. Le posizioni politiche sono molto differenti, lei che ha aderito nel 1976 al Partito Socialista Francese, guarda tendenzialmente con maggior simpatia i socialisti, pur conservando grande stima ed ammirazione per personalità come Umberto Terracini; lui, che non si illude sull'eurocomunismo, ma che soprattutto guarda con astio il socialismo "rampante" di Craxi, vagheggia un ritorno al comunismo delle origini, quello di Gramsci e di Trotsky. Leonetti cercherà di stabilire un'affinità tra il dissenso trotskysta e quello di chi incappò nelle persecuzioni di Stalin, coadiuvato da Togliatti e dai dirigenti dell'emigrazione politica italiana. Ma ciò che aveva una parvenza di validità nel 1937, non l'aveva più negli anni Ottanta, gli anni delle convulsioni e del crollo verticale senza rigenerazione, del comunismo sovietico.
Tra Nella e Alfonso vi furono momenti di forte tensione, al punto che Leonetti ventilò un ritiro della propria prefazione all'edizione italiana delle lettere di Emilio Guarnaschelli. Ma poi tutto si ricompose, dietro alcune correzioni del testo: la simpatia umana prevalse di fatto sul rigore ideologico. E Leonetti, ormai vecchio e gravemente malato, scrisse così alcune belle pagine (di "vita morale", potremmo dire) alla sua corrispondente francese. Morì a Roma il 26 dicembre 1984, all'età di 89 anni. Nella città di Cortona, presso la locale biblioteca, è conservato il "Fondo Leonetti", raccolta di carte e libri donate dallo stesso Leonetti per testamento.

## Opere
- Dalle ingiustizie presenti al socialismo, Milano, Avanti!, 1918.
- La vita che si eleva. Sintesi intorno a l'educazione e la ricostruzione sociale, Torino, Libreria editrice dell'alleanza cooperativa torinese, 1919.
- La conquista della terra, Milano, Avanti!, 1920.
- Torino rossa contro la guerra. Maggio 1915, con Mario Guarnieri, Milano, Avanti!, 1920.
- La Confederazione del lavoro italiana vive e combatte, come Guido Saraceno, Paris, Edizioni Italiane di Coltura Sociale, 1927.
- Come si è votato il 24 marzo in Italia. "No". Fatti e documenti sul plebiscito fascista, come Guido Saraceno, Paris, Edizioni Italiane di Coltura Sociale, 1929; Milano, Edizioni del gallo, 1967.
- Essai d'explication d'un nom de lieu. Vincennes, temple de Vincius (Vinciana [Domus!, Paris, Librairie Charles Poisson, 1946.
- Mouvements ouvriers et socialistes. Chronologie et bibliographie, L'Italie. Des origines à 1922, Paris, Les éditions ouvrières, 1952.
- Dieu ou Mammon. Choix de textes de l'Ecriture et des premiers Pères de L'Eglise, Paris, Les éditions ouvrières, 1954.
- Aula IV. Tutti i processi del Tribunale Speciale fascista, con Adriano Dal Pont, Pasquale Maiello e Lino Zocchi, Roma, a cura dell'Associazione nazionale perseguitati politici italiani antifascisti, 1961.
- Chiesa e Risorgimento, con Ottavio Pastore, Milano, Avanti!, 1963.
- Giornali fuori legge. La stampa clandestina antifascista, 1922-1943, con Adriano Dal Pont e Massimo Massara, Roma, a cura dell'Associazione nazionale perseguitati politici italiani antifascisti, 1964.
- Per una storia della Confederazione generale clandestina. Documenti degli anni 1927-1928: la polemica con l'ufficio di Parigi e con l'Internazionale dei sindacati di Amsterdam, a cura di, Milano, Edizioni del gallo, 1966.
- Presentazione di Amadeo Bordiga, Lenin, Roma, Partisan, 1970.
- Note su Gramsci, Urbino, Argalia, 1970.
- Introduzione a Antonio Gramsci e Amadeo Bordiga, Dibattito sui Consigli di fabbrica, Roma, La nuova sinistra, 1971.
- Gli atti di nascita del PCI. 1920-1921, Roma, La nuova sinistra, 1971.
- Da Andria contadina a Torino operaia. Un giovane socialista tra guerra e rivoluzione, Urbino, Argalia, 1974; Premio Speciale del Presidente nell'ambito del Premio Viareggio[1] Bari, Palomar, 2006. ISBN 88-7600-133-6.
- La svolta del 1930 e il problema dello stalinismo, con Giorgio Amendola, in "Belfagor", a. 32, 1977.
- Prefazione a Roberto Massari (a cura di), All'opposizione nel PCI con Trotsky e Gramsci. Bollettino dell'Opposizione comunista italiana, 1931-1933, Roma, Controcorrente, 1977; Bolsena, Massari, 2004. ISBN 88-457-0197-2.
- Prefazione a Ferdinando Cordova, Alle origini del PCI in Calabria (1918-1926), Roma, Bulzoni, 1977.
- Un comunista (1895-1930), Milano, Feltrinelli, 1977.
- Il cammino di un ordinovista. L'ottobre, il fascismo, i problemi della democrazia socialista. Scritti politici (1919-1975), Bari, De Donato, 1978.
- Vittime italiane dello stalinismo in Urss, Milano, La salamandra, 1978.
- Prefazione a Emilio Guarnaschelli, Una piccola pietra, Milano, Garzanti, 1982.